# It's Alright, Ma (I'm Only Bleeding)
Pistes de Bringing It All Back Home
Gates of Eden It's All Over Now, Baby Blue
It's Alright, Ma (I'm Only Bleeding) est une chanson de Bob Dylan parue en 1965 sur l'album Bringing It All Back Home.

## Reprises
It's Alright, Ma (I'm Only Bleeding) a notamment été reprise par Roger McGuinn, le chanteur des Byrds, sur la bande originale du film Easy Rider, en 1969. Les Byrds interprètent fréquemment cette chanson lors de leurs concerts en 1970. La réédition deluxe de l'album (Untitled) parue en 2003 en inclut une version.
Billy Preston a également repris It's Alright, Ma (I'm Only Bleeding) sur son album Everybody Likes Some Kind of Music (1973).